# Más allá del olvido
Más allá del olvido es una película dramática argentina en blanco y negro de 1956, dirigida por Hugo del Carril, con guion de Eduardo Borrás y música de Tito Ribero. Es protagonizada por Laura Hidalgo, Hugo del Carril y Eduardo Rudy y está basada en la novela del belga Georges Rodenbach Bruges-la-morte. La película luego sería comparada por su similitud con Vértigo de Alfred Hitchcock, a la que antecede en dos años.
Su rodaje comenzó el 9 de agosto de 1955, pero se vio interrumpido durante varias semanas cuando Hugo del Carril fue encarcelado por la Revolución Libertadora. Finalmente finalizó en diciembre y fue estrenada el 14 de junio de 1956.
En una encuesta de las 100 mejores películas del cine argentino llevada a cabo por el Museo del Cine Pablo Ducrós Hicken en el año 2000, la película alcanzó el puesto 41. En una nueva versión de la encuesta organizada en 2022 por las revistas especializadas La vida útil, Taipei y La tierra quema, presentada en el Festival Internacional de Cine de Mar del Plata, la película alcanzó el puesto 18.

## Sinopsis
Fernando de Arellana (Hugo del Carril), un hombre adinerado, pierde a su joven esposa Blanca (Laura Hidalgo) y tras un largo periodo de depresión conoce en un cabaret francés a Mónica (interpretada también por Laura Hidalgo), que es idéntica en aspecto a su difunta esposa pero distinta en todo lo demás. Ella y Fernando se casan, mientras que el antiguo compañero de Mónica, Luis (Eduardo Rudy), planea una venganza contra ella por haberlo denunciado antes de irse.

## Reparto
- Laura Hidalgo - Blanca y Mónica de Arellano
- Hugo del Carril - Fernando de Arellano
- Eduardo Rudy - Luis Marcel/Mauricio Pontier
- Gloria Ferrandiz - Sabina
- Ricardo Galache - Santillán
- Pedro Laxalt - Don Álvaro
- Francisco López Silva - Esteban
- Ricardo de Rosas - Bernabé
- Alberto Barcel
- Alfredo Almanza
- Rafael Diserio
- Víctor Martucci - Médico amigo de Santillán
- Lili Gacel - Herminia[1]

## Recepción
La película, estrenada en junio de 1956 tras un periodo de prohibición de Hugo del Carril, pasó inadvertida y no tuvo éxito. Sin embargo, Domingo Di Núbila dijo:

La dirección fue excelente. Laura Hidalgo, animando a las dos esposas, rindió el mejor trabajo de su carrera, no sólo en versatilidad, sino también en seguridad y medida de actriz. El mismo del Carril, menos exigido, actuó con expresiva sobriedad y Eduardo Rudy hizo un villano excelente.

Ángel Faretta expresó por su parte que la película es «el más grande film argentino jamás realizado».